# NGC 903
NGC 903 est une galaxie lenticulaire située dans la constellation du Bélier. NGC 903 a été découverte par l'astronome français Édouard Stephan en 1884.

## Caractéristiques
Sa vitesse par rapport au fond diffus cosmologique est de 4 802 ± 26 km/s, ce qui correspond à une distance de Hubble de 70,8 ± 5,0 Mpc (∼231 millions d'al).